# エイドリアン・トレイシー
エイドリアン・トレイシー（Adrian Tracy 1987年4月6日- ）はバージニア州フェアファックス出身のアメリカンフットボール選手。現在フリーエージェント。ポジションはラインバッカー。

## 経歴
高校時代は、ランニングバック、タイトエンド、ラインバッカー、ディフェンシブエンドとしてプレーした。ウィリアム・アンド・メアリー大学では左ディフェンシブエンドとして47試合に先発出場し、大学4年間で31サック（大学記録）をあげた。これはNCAA1部校歴代8位タイの記録であった。
2010年のNFLドラフト6巡でニューヨーク・ジャイアンツに指名され、6月23日に複数年契約を結んだ。プレシーズンゲームでひじを脱臼し故障者リスト入り、シーズンを棒に振った。2011年9月3日、ウェーバーされたが、翌日プラクティス・スクワッドとして契約を結んだ。
2012年8月、ジャクソンビル・ジャガーズとのプレシーズンゲームではブレイン・ギャバートをサックし、ターンオーバーにつなげた。
2013年4月、ジャイアンツと1年48万ドルで契約を結んだ。同年8月31日、最終ロースターカットで解雇された。